# Куяново (Актанышский район)
Куя́ново (тат. Куян) — село в Актанышском районе Республики Татарстан, в составе Уразаевского сельского поселения.

## Этимология
Топоним произошёл от микроэтнонима тюрко-татарского происхождения «куян».

## География
Село находится в 5 км к северо-западу от районного центра — села Актаныш. Через село проходит автомобильная дорога регионального значения 16К-0163 «Актаныш - Поисево» - Куяново - Азякуль».

## История
В «Списке населенных мест по сведениям 1870 года», изданном в 1877 году, населённый пункт упомянут как деревня Куянова 1-го стана Мензелинского уезда Уфимской губернии. Располагалась при речке Иккуле, по левую сторону почтового тракта из Мензелинска в Бирск, в 60 верстах от уездного города Мензелинска и в 36 верстах от становой квартиры в деревне Поисева. В деревне, в 110 дворах жили 576 человек (300 мужчин и 276 женщин, тептяри), были мечеть, училище. Жители занимались земледелием, скотоводством, пчеловодством.

## Население
| 1795 | 1834 | 1859 | 1870 | 1884 | 1897 | 1906 | 1913 | 1920 | 1926 | 1938 | 1949 | 1958 | 1970 | 1979 | 1989 | 2002 | 2010 | 2015 |
| ---- | ---- | ---- | ---- | ---- | ---- | ---- | ---- | ---- | ---- | ---- | ---- | ---- | ---- | ---- | ---- | ---- | ---- | ---- |
| 250  | 456  | 529  | 576  | 601  | 636  | 681  | 753  | 669  | 712  | 749  | 414  | 492  | 486  | 392  | 286  | 260  | 249  | 245  |

Национальный состав села — татары.